# Мис-Каменське сільське поселення
Мис-Ка́менське сільське поселення (рос. Мыс-Каменское сельское поселение) — сільське поселення у складі Ямальського району Ямало-Ненецького автономного округу Тюменської області Росії.
Адміністративний центр — село Мис Каменний.
Населення сільського поселення становить 1373 особи (2017; 1716 у 2010, 2403 у 2002).

## Склад
До складу сільського поселення входять:
| Населений пункт    | Населення, осіб (2002) | Населення, осіб (2010) |
| ------------------ | ---------------------- | ---------------------- |
| Мис Каменний, село | 2265                   | 1653                   |
| Яптік-Сале, селище | 138                    | 63                     |